# Municipio de Spring Creek (condado de Cowley)
El municipio de Spring Creek (en inglés: Spring Creek Township) es un municipio ubicado en el condado de Cowley en el estado estadounidense de Kansas. En el año 2010 tenía una población de 75 habitantes y una densidad poblacional de 0,65 personas por km².

## Geografía
El municipio de Spring Creek se encuentra ubicado en las coordenadas 37°3′40″N 96°46′35″O / 37.06111, -96.77639. Según la Oficina del Censo de los Estados Unidos, el municipio tiene una superficie total de 115.55 km², de la cual 115,24 km² corresponden a tierra firme y (0,27 %) 0,31 km² es agua.

## Demografía
Según el censo de 2010, había 75 personas residiendo en el municipio de Spring Creek. La densidad de población era de 0,65 hab./km². De los 75 habitantes, el municipio de Spring Creek estaba compuesto por el 100 % blancos. Del total de la población el 0 % eran hispanos o latinos de cualquier raza.